# Velden (Pegnitz)
Velden település Németországban, azon belül Bajorországban. Lakosainak száma 1808 fő (2023. december 31.).

## Népesség
A település népessége az elmúlt években az alábbi módon változott:
| Lakosok száma | 736  | 1185 | 1822 | 1702 | 1799 | 1794 | 1829 | 1814 | 1784 | 1808 |
|               | 1875 | 1950 | 1975 | 1987 | 2012 | 2014 | 2016 | 2017 | 2021 | 2023 |